# Paul De Keersmaeker
Paul Philip Marie Hubert baron De Keersmaeker (ur. 14 lipca 1929 w Kobbegem, zm. 16 grudnia 2022) – belgijski polityk, prawnik, menedżer i samorządowiec, poseł do Izby Reprezentantów, burmistrz miast Kobbegem i Asse, od 1979 do 1981 eurodeputowany I kadencji, od 1981 do 1992 sekretarz stanu.

## Życiorys
Syn browarnika Huberta De Keersmaekera oraz Josephiny Vanderhasselt. Ukończył studia prawnicze i obronił doktorat z prawa na Katolickim Uniwersytecie w Lowanium, następnie podjął praktykę w zawodach adwokata i notariusza. Pracował także jako menedżer w rodzinnym browarze.
Zaangażował się w działalność polityczną w ramach Chrześcijańskiej Partii Społecznej oraz jej następczyni Chrześcijańskiej Partii Ludowej. Od 1959 do 1976 pozostawał radnym i burmistrzem miasta Kobbegem, następnie po jego włączeniu do Asse zajmował fotel burmistrza Asse (1977–1985). W latach 1968–1995 był posłem do Izby Reprezentantów. Jednocześnie od 1971 do 1995 z urzędu należał do rady kulturowej Wspólnoty Flamandzkiej (w 1980 przekształconej w radę). W 1979 wybrany posłem do Parlamentu Europejskiego. Przystąpił do Europejskiej Partii Ludowej, należał do Komisji ds. Transportu. Z mandatu europosła zrezygnował 16 grudnia 1981. Od 1981 do 1992 pełnił funkcję sekretarza stanu do spraw europejskich i rolnictwa w pięciu kolejnych rządach Wilfrieda Martensa.
Po odejściu z polityki zajął się działalnością biznesową, kierował m.in. radami nadzorczymi InBev i Kredietbanku. Działał także w branżowych organizacjach rolniczych i browarniczych. W 1998 został baronem, dołączając do belgijskiej arystokracji. Otrzymał doktorat honoris causa na Uniwersytecie Carletona (2001).